# Pipa (Brasil)
Pipa es una pequeña localidad turística del noreste de Brasil, perteneciente al municipio de Tibau do Sul en el estado de Río Grande del Norte. Es famosa por sus extensas playas. Está relativamente aislada de las grandes ciudades (la más cercana es Natal, de 550.000 habitantes, a unos 80 kilómetros de distancia de la capital de estado). Goza de un clima tropical.
Pipa posee hermosas playas, entre ellas están la Playa de Amor (por su forma de corazón vista desde los acantilados), Playa Céntrica (con aguas muy calmas), Playa de Delfines (donde se puede nadar junto a los delfines que se arriman a la costa a comer), Playa Madeiro (muy tranquila, y con muchas palmeras, es la más al norte del pueblo) y Playa Minas, ubicada al sur del pueblo, la menos concurrida por turistas. Su población estable ronda los 5.000 habitantes, es muy turística y posee gran servicio gastronómico y habitacional, con posadas de alto y mediano nivel. Es un lugar que recibe multifacéticos turistas de todas partes del mundo, en un ambiente distendido. Su centro tiene una tendencia rústica. La mejor época para vacacionar es a mediados de marzo, excelente clima y menos turismo masivo, ideal para disfrutar.
Existen ómnibus de líneas de media distancia que hacen el recorrido Natal Pipa Natal, pero que se toman dentro de Natal.
En las cercanías se encuentra la el Santuario Ecológico de Pipa es una reserva de flora y fauna.

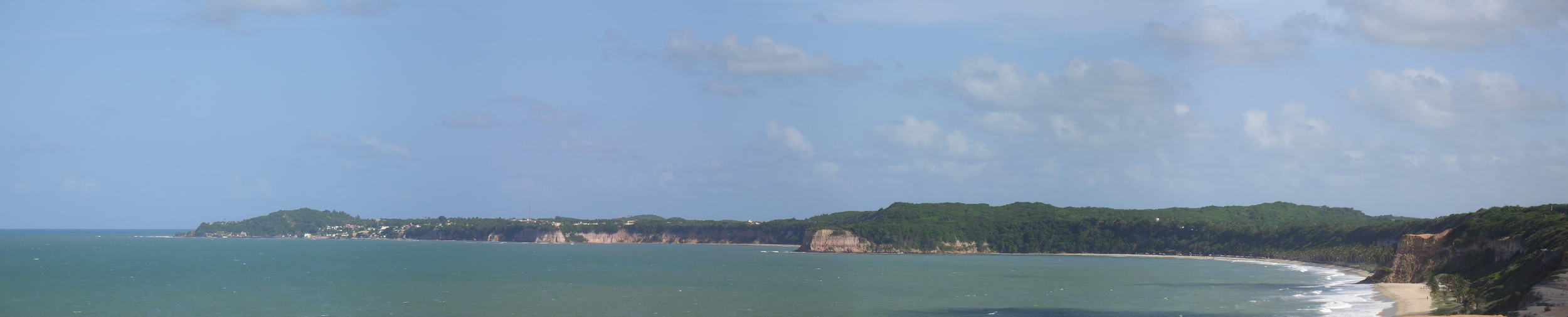
Imagen panorámica.